# Index on Censorship
Index on Censorship je časopis vycházející od roku 1972 ve Velké Británii a zaměřený na obranu práva na svobodné vyjadřování ve světě.
Časopis založil roku 1972 spisovatel Michael Scammell a skupina spisovatelů, novinářů a umělců pod vedením básníka
S. Spendera. Původní podnět jim k tomu poskytli prominentní sovětští disidenti Pavel Litvinov
a Larissa Bogorazová; časopis se však od samého počátku kromě SSSR a zemí sovětského bloku zabýval i cenzurou a diktátorskými režimy pravicového ražení – například v Řecku, Portugalsku a vojenskými diktaturami v Latinské Americe. Kromě toho zde vycházely články zabývající se jinými hrozbami pro svobodu vyjadřování včetně náboženského extremismu, nacionalismu a cenzury internetu. Jeho šéfredaktorkou je v současnosti Jo Glanville.
Na stránkách časopisu Index on Censorship publikovalo své názory mnoho významných spisovatelů a myslitelů – mimo jiných Alexandr Solženicyn, Milan Kundera, Václav Havel, Nadine Gordimer, Salman Rushdie, Doris Lessing, Arthur Miller, Noam Chomsky a Umberto Eco. Index on Censorship také úzce spolupracuje s nadací Writers and Scholars Educational Trust na projektech s cílem podporovat svobodu tisku ve světě, mimo jiné ve státech procházejících náhlými změnami režimů a oblastech postižených konflikty jako např. v Iráku, Kyrgyzstánu, Uzbekistánu a Tádžikistánu. Je partnerem sítě kulturně zaměřených evropských časopisů Eurozine. Od roku 2010 je časopis Index on Censorship vydáván společností SAGE.